# Ваш-Марін
Ваш-Марін (фр. Île aux Vaches Marines, «Острів дюгонів») — невеликий острівець в Індійському океані, входить до групи Внутрішніх Сейшельських островів. Розташований за 750 м від південно-західного узбережжя острова Мае, у бухті Гран-Анс. Довжина острова становить 220 м, ширина — 270 м. Острів Ваш-Марін являє собою гранітну скелю, лише трохи вкриту рослинністю. Острів є популярним місцем гніздування птахів.